# Porcupine Hills
Porcupine Hills är kullar i Kanada.   De ligger i provinsen Manitoba, i den sydöstra delen av landet, 2 000 km väster om huvudstaden Ottawa. Porcupine Hills ligger vid sjön South Steeprock Lake.
I omgivningarna runt Porcupine Hills växer i huvudsak blandskog. Trakten runt Porcupine Hills är nära nog obefolkad, med mindre än två invånare per kvadratkilometer.